# 1-je Biezlesnoje
1-je Biezlesnoje, także Pierwoje Biezlesnoje (ros. 1-е Безлесное, Первое Безлесное) – wieś (ros. деревня, trb. dieriewnia) w zachodniej Rosji, w sielsowiecie lebiażenskim rejonu kurskiego w obwodzie kurskim.

## Geografia
Miejscowość położona jest nad rzeką Młodać (lewy dopływ Sejmu), 3,5 km od centrum administracyjnego sielsowietu (Czeriomuszki), 13 km na południowy wschód od Kurska, 8,5 km od trasy europejskiej E38 (Ukraina – Rosja – Kazachstan).
We wsi znajdują się 23 posesje.
Klimat
Miejscowość, jak i cały rejon, znajduje się w strefie klimatu kontynentalnego z łagodnym ciepłym latem i równomiernie rozłożonymi opadami rocznymi (Dfb w klasyfikacji klimatów Köppena).

## Demografia
W 2010 r. wieś zamieszkiwały 43 osoby.